# スカラ連隊
第425独立強襲連隊「スカラ」（ウクライナ語: 425-й окремий штурмовий полк «Скала»）は、ウクライナ陸軍の連隊。

## 歴史
2022年7月、スカラ独立偵察大隊はハルキウ州で第40独立砲兵旅団と共同作戦を行った。ロシア軍の陣地を破壊するために、M777牽引式榴弾砲が使用された。
2022年9月9日、スカラ独立偵察大隊は、イジュームの南18キロにあるブラジキフカに最初に侵入した部隊の一つであった。2022年9月11日、大隊はイジュームの解放に参加し、同市に最初に入った部隊の1つとなった。
2022年9月時点で、大隊は西部作戦管区隷下であった。9月20日、大隊はハルキウ州で1B198「カノナダ」砲兵管制施設の1B1003指揮観測車両を捕獲した。
2024年7月22日、夜間作戦中に、M2ブラッドレー歩兵戦闘車に乗った大隊の戦闘員がヴフレダール付近のロシア軍の陣地に素早く進入して、ロシア軍人2名を殺害し、8名を捕虜にした。
2024年7月23日、大隊の戦闘員はブラッドレーの支援を受けて、ニューヨークのロシア占領下の建物や地下室を襲撃した。エレベーターを一掃する作戦が実行され、3日間で16人のロシア軍人が捕らえられた。
2024年12月7日、大隊は反撃を行い、ドネツィク州ヴェリカ・ノヴォセルカ近郊のロズドルネ村からロシア軍を撃退した。ロシア軍部隊は壊滅し、2人が捕虜となった。
2024年12月、大隊は装甲車を使用してポクロウスク近郊のシェフチェンコ村を襲撃した。ポクロフスクの家屋を占拠していたロシア軍を追い出すために、M1117装甲車と戦車に乗った歩兵が使用された。
2025年1月、大隊は戦車や砲兵部隊の増強を行い、連隊に拡大された。
2025年5月20日、同連隊にウクライナ軍初の突撃オートバイ中隊が編成された。

## 装備
- M2ブラッドレー[11][16]
- レオパルド1A5[11]
- M1117装甲警備車[11]
- コザック-5（ウクライナ語版）[11]
- 2S1「グヴォズジーカ」[11]
- BM-21[11]

## 部隊のエンブレム
大隊の当初の公式エンブレムには、主な武器としてドローンとアメリカのジャベリン携帯式対戦車ミサイルシステムが描かれていた。
時が経つにつれ、この象徴は進化し、ゼレンスキー大統領に贈呈された以下の紋章の形をとった。
現在の公式エンブレムは、前景に鷲と三叉槍、背景に岩を描いた黒と赤の盾が描かれている。

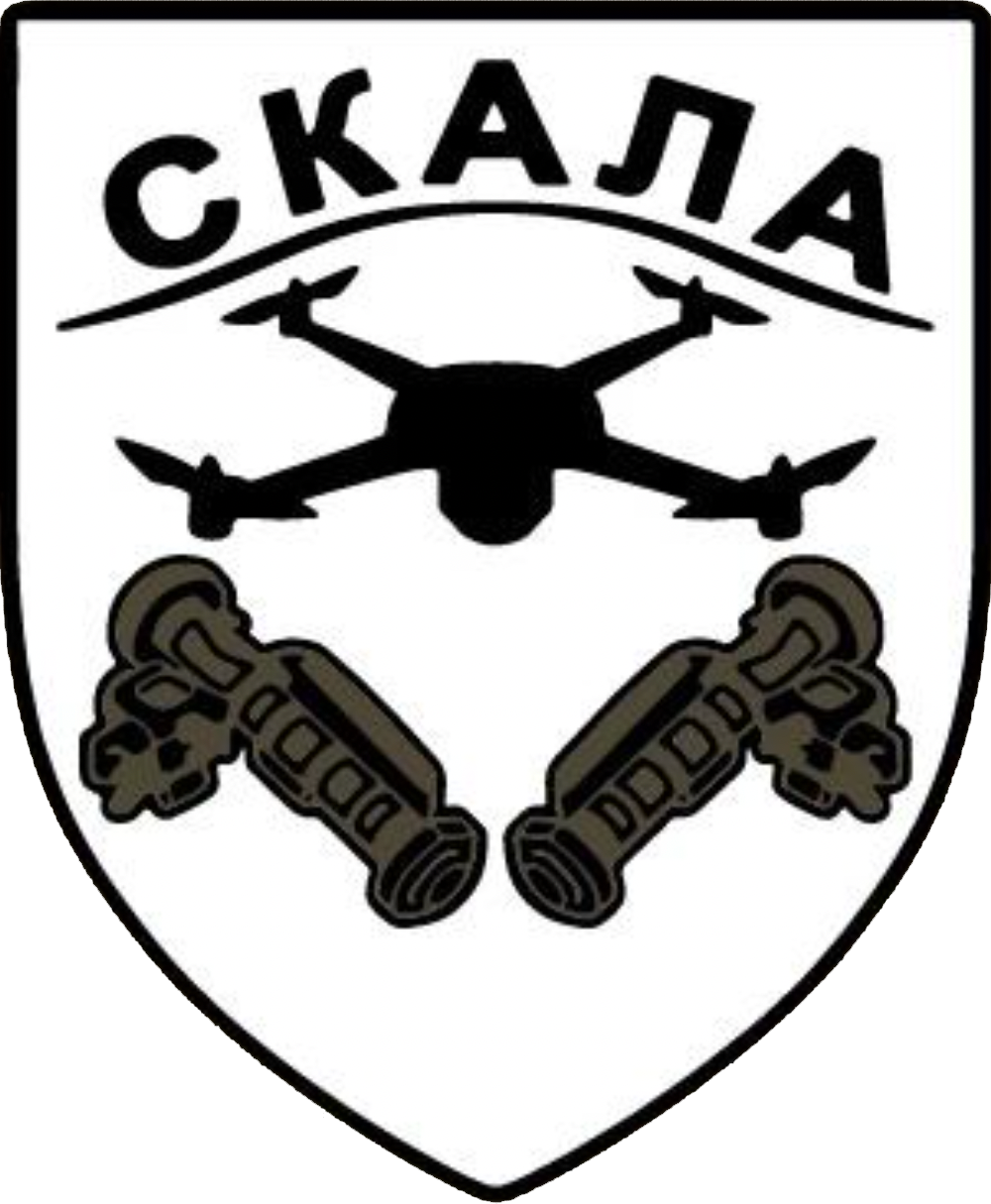
2022年の大隊のエンブレム
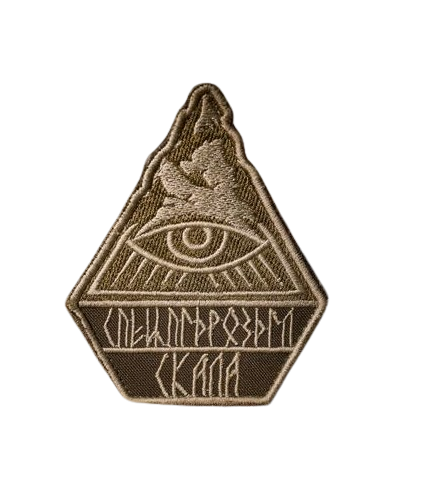
2022年大隊の腕章
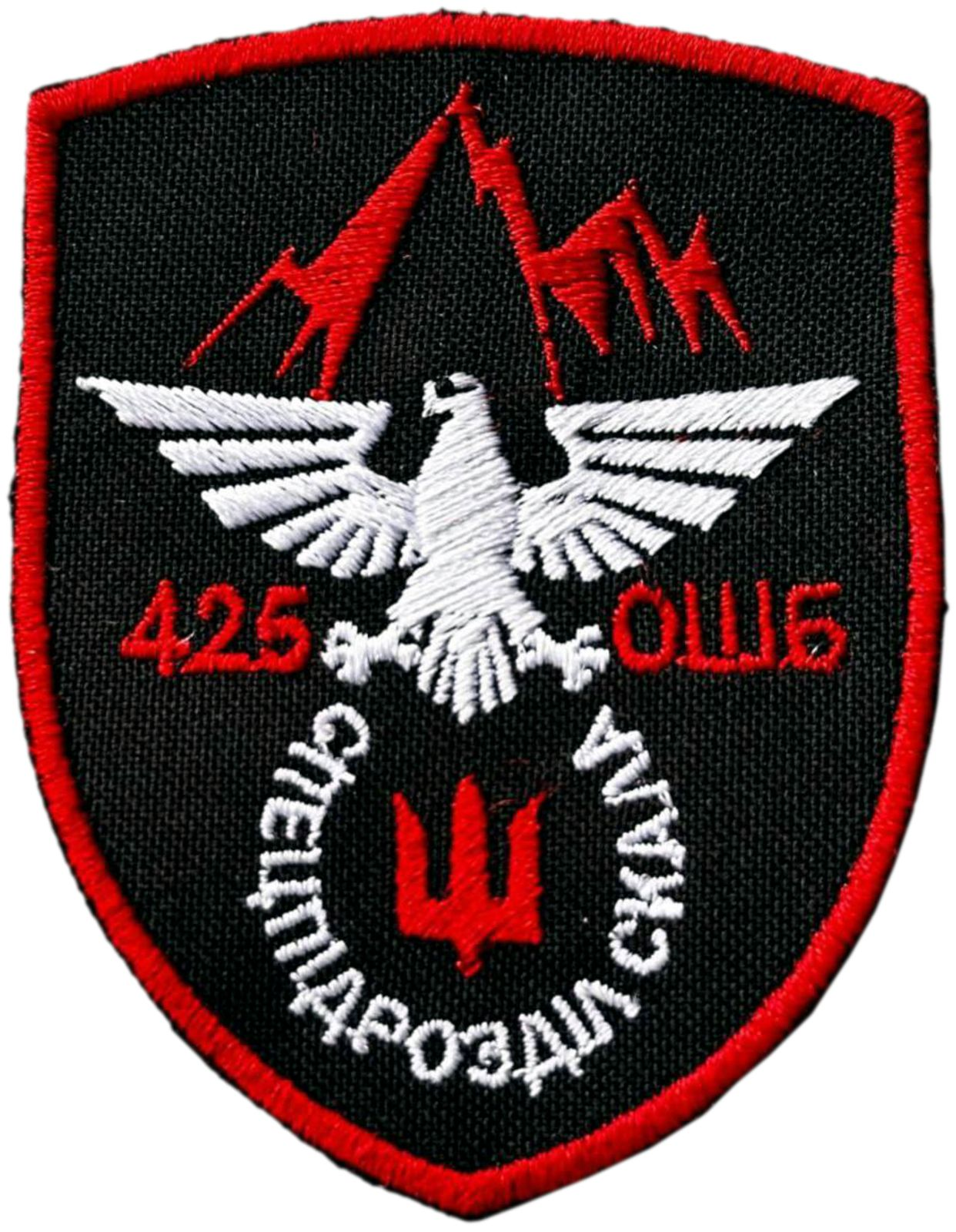
旧エンブレム（実物）
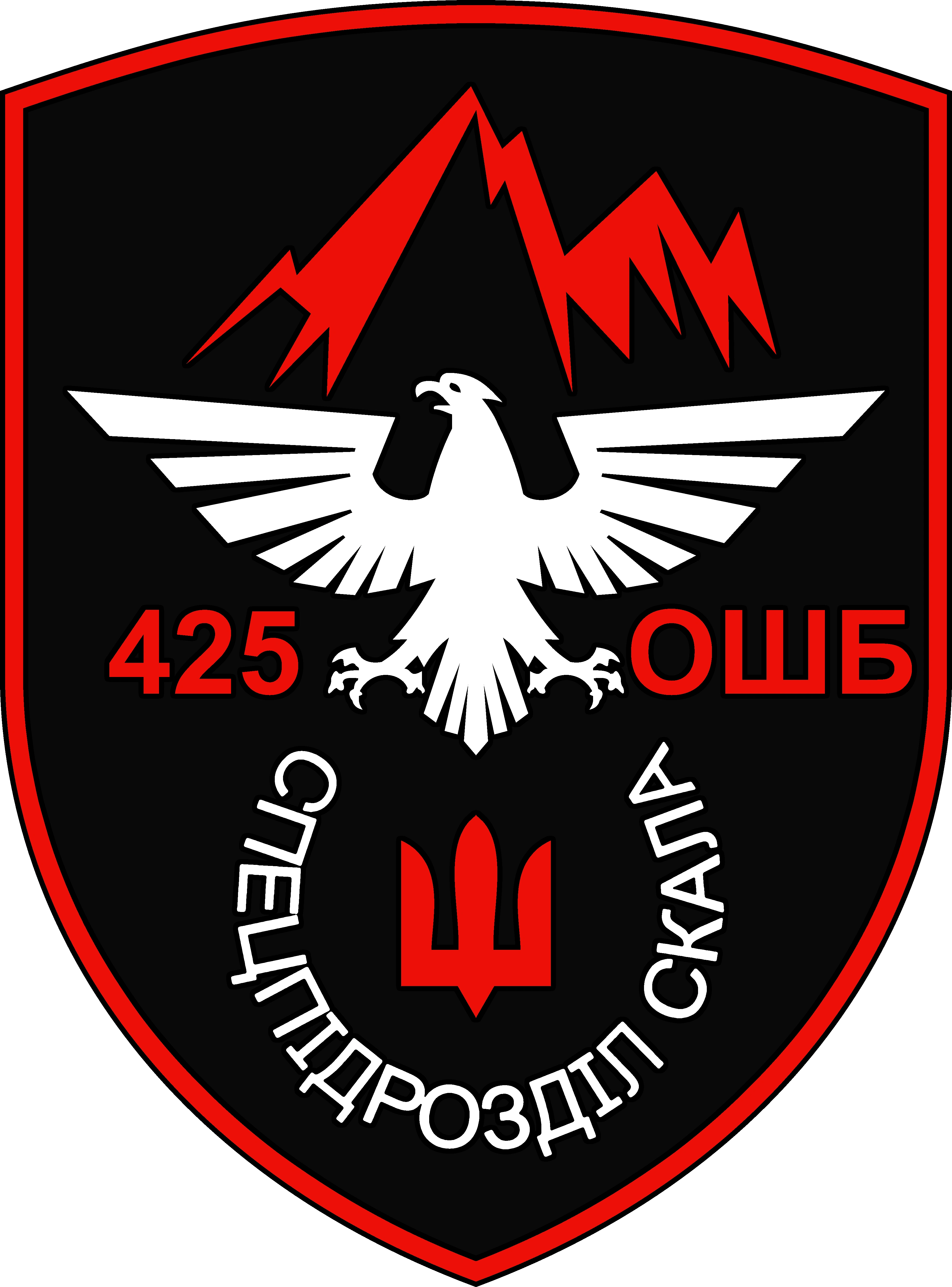
旧エンブレム（コンピュータグラフィック上）

## 指揮官
- ユーリー・ハルカヴィ（ウクライナ語版） - 大隊創設より